# Єврейський цвинтар (Калуш)
Єврейський цвинтар у Калуші виник наприкінці XVII століття. Площа цвинтаря близько 1 гектара. Точна кількість захоронень невідома, вцілілих надгробних плит (мацев) налічується щонайменше 1200.
Під час будівництва прилеглих будинків у 1980-х площу кладовища було трохи зменшено, деякі надгробки було перенесено вглиб цвинтаря, щоб звільнити територію під будівництво.
На місці братньої могили біля центрального входу в 1990-х було встановлено монумент, присвячений пам'яті євреїв, знищених у Калуші під час Голокосту (з бл. 6000 тисяч калуських євреїв після Другої світової війни вижило лише 17). Тоді ж у 1990-х було споруджено огорожу.
У 2018 році місцеві волонтери прибрали та впорядкували територію цвинтаря.

## Відомі поховання
- Іцхак Лайфер — юдейський праведник, батько засновника хасидської династії у Надвірнянському районі

## Галерея

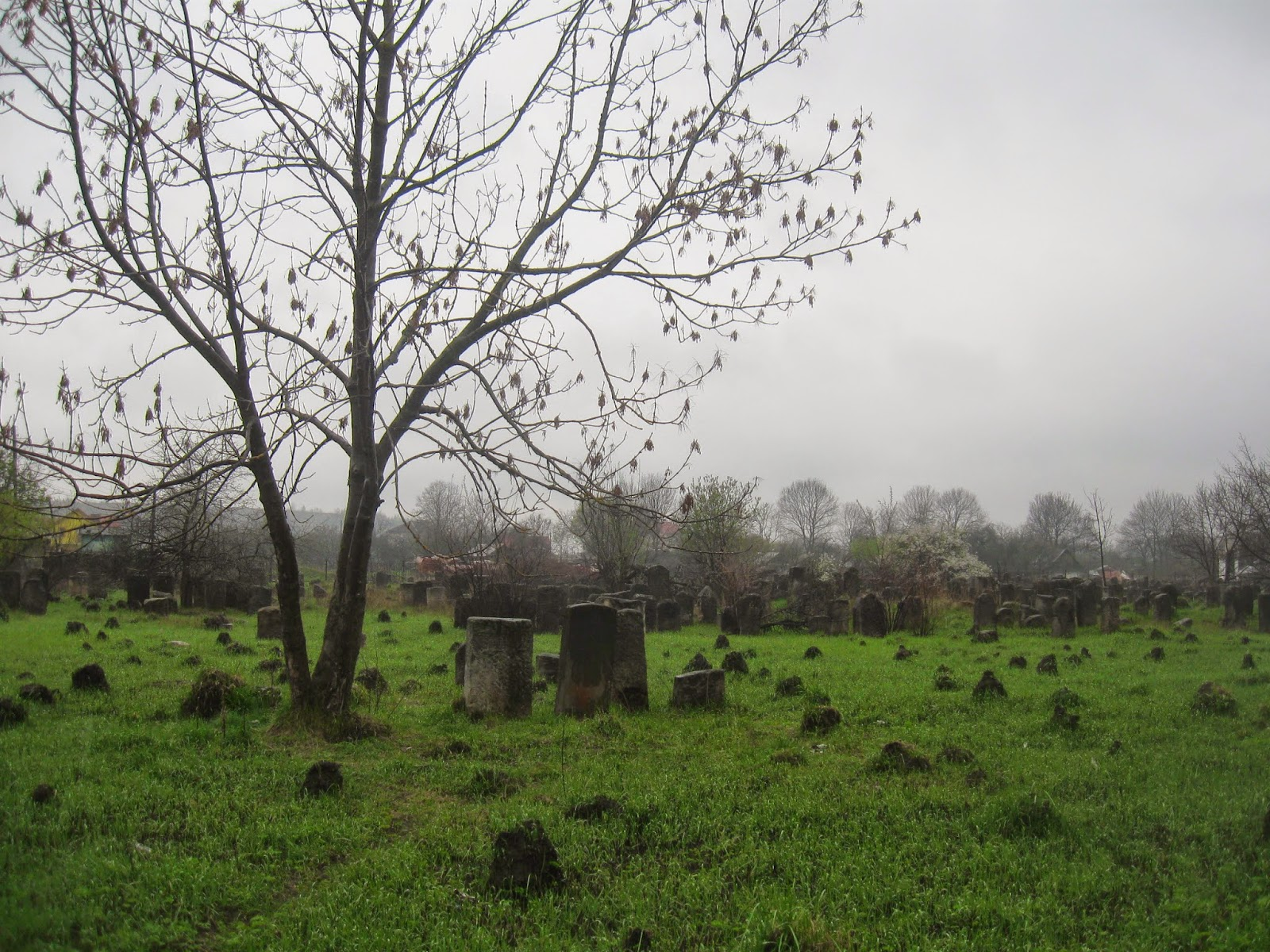
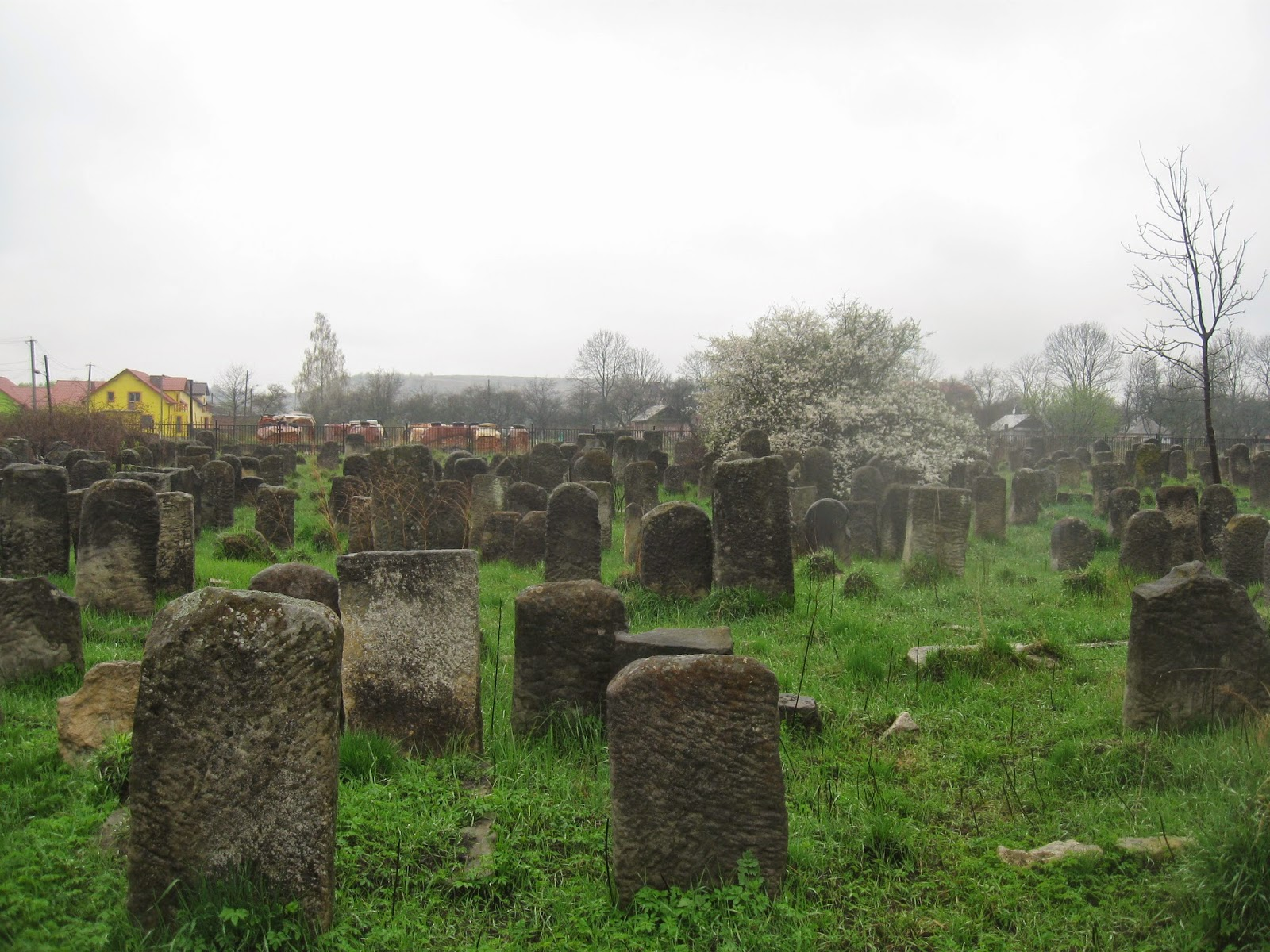
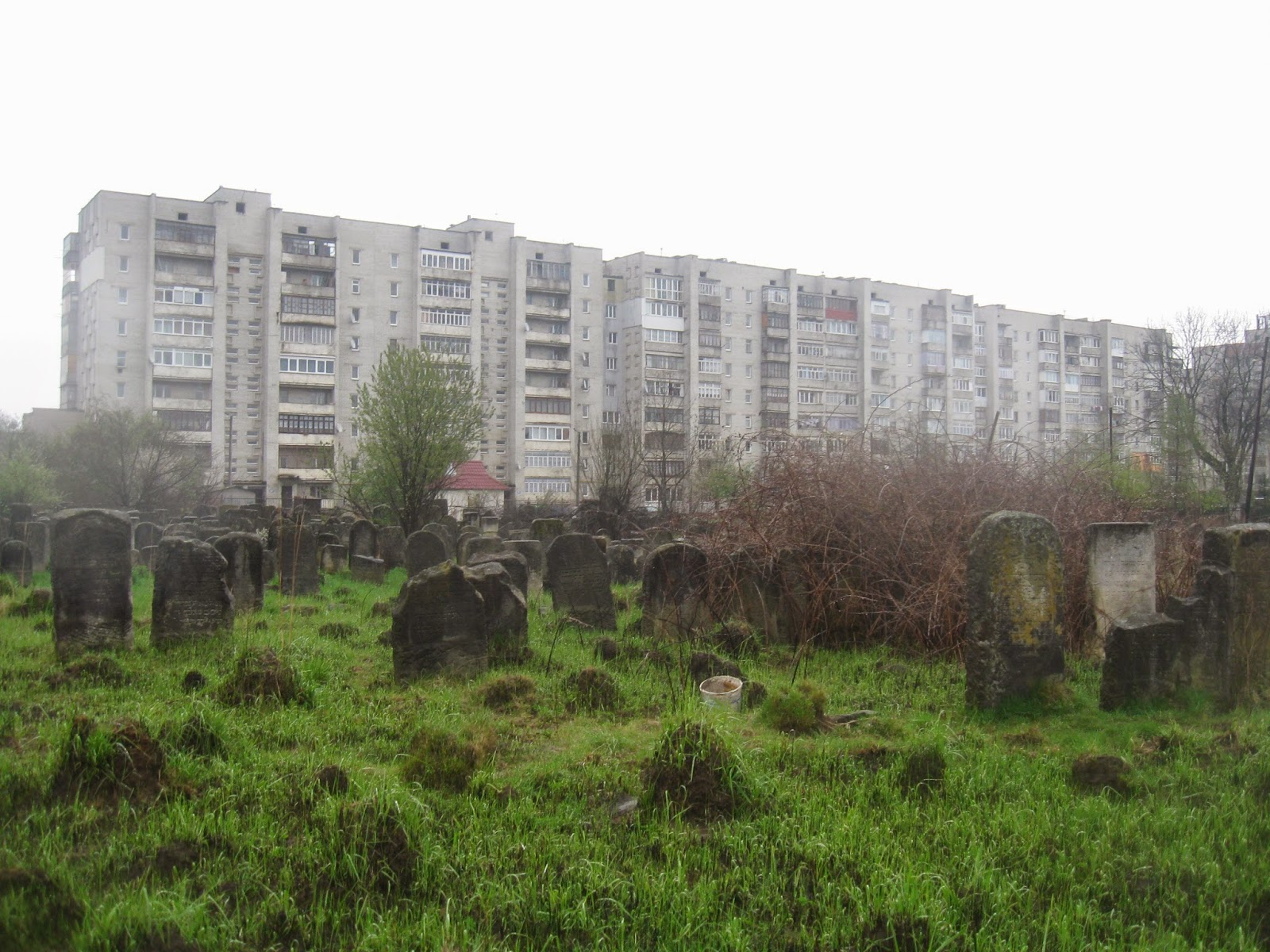
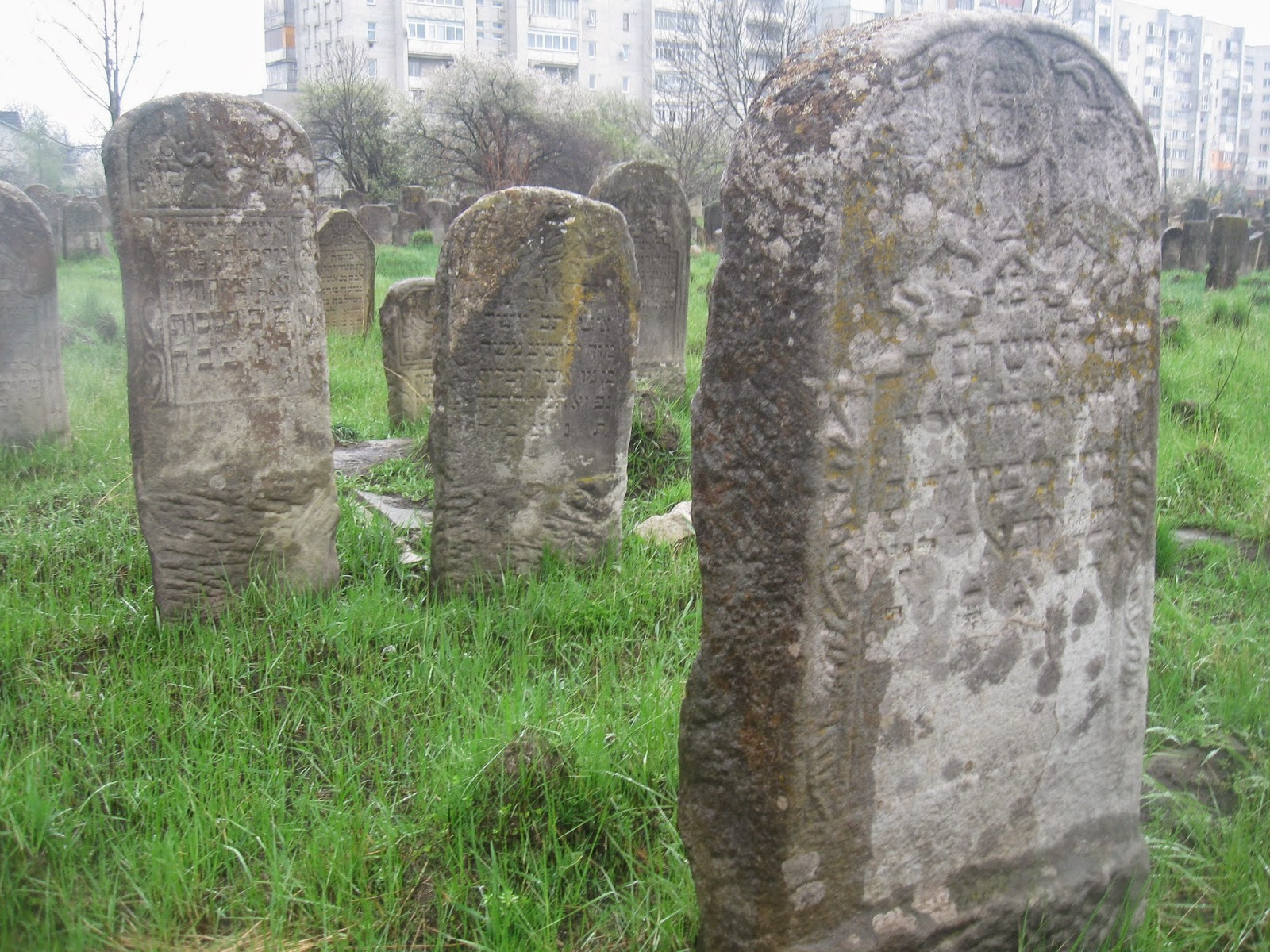
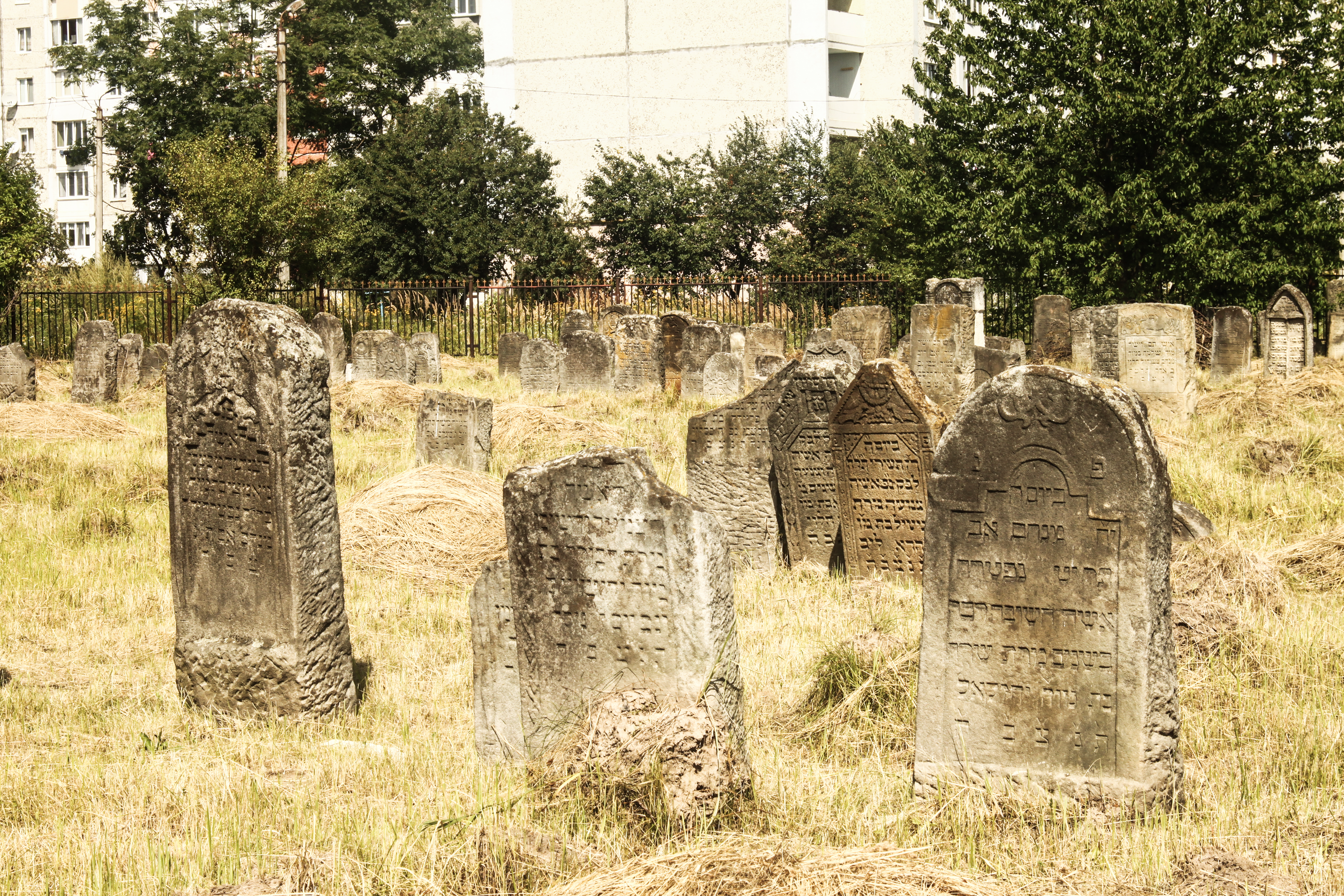
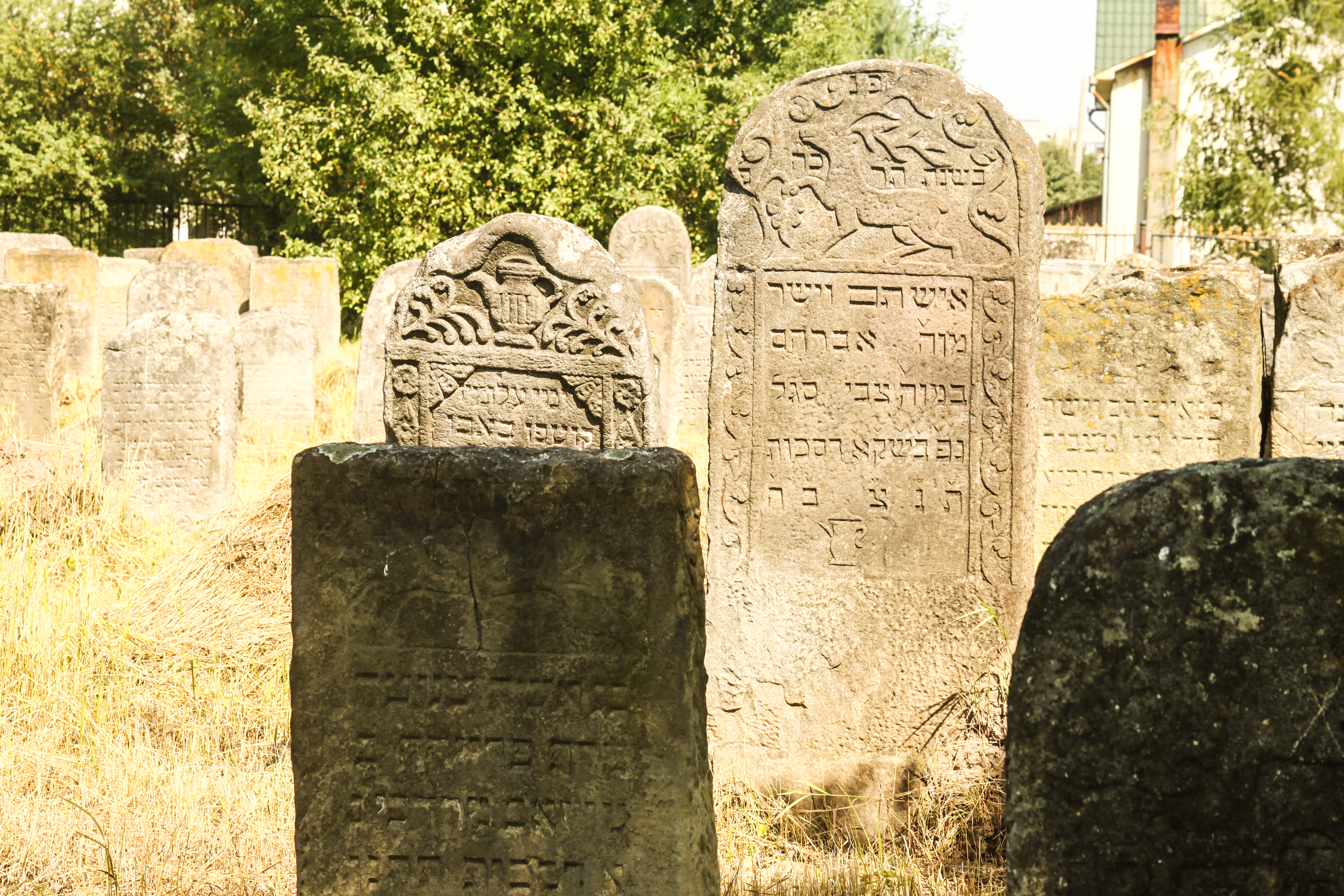
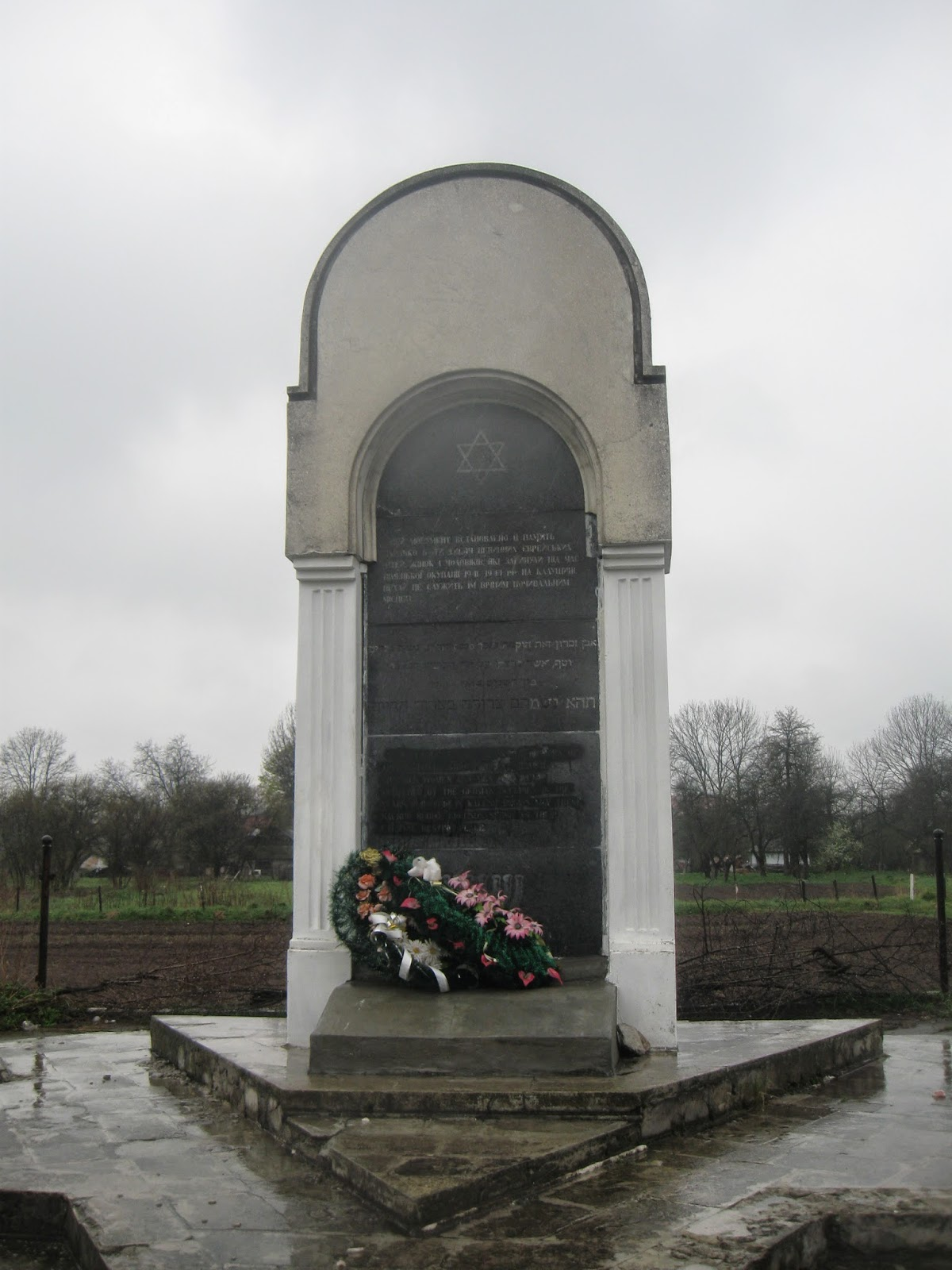
Монумент, присвячений пам'яті євреїв, знищених під час Голокосту